# Chester (Toronto Subway)

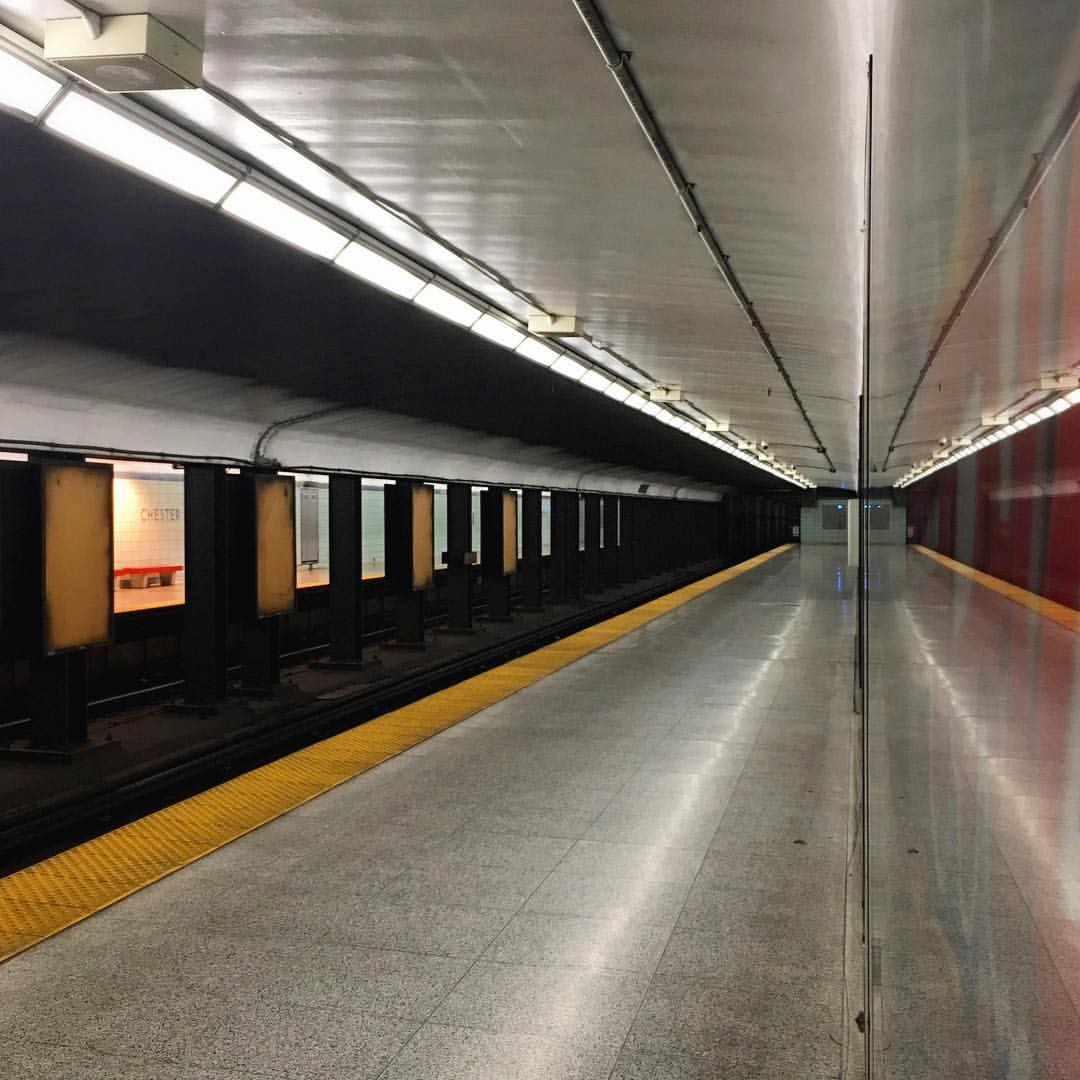
Blick auf den Bahnsteig

Chester ist eine unterirdische U-Bahn-Station in Toronto. Sie liegt an der Bloor-Danforth-Linie der Toronto Subway, an der Kreuzung von Danforth Avenue und Broadview Avenue. Die Station besitzt Seitenbahnsteige und wird täglich von durchschnittlich 5.780 Fahrgästen genutzt (2018) und gehört damit zu den am geringsten frequentierten des gesamten Subway-Netzes. In der Nähe befindet sich der Withrow Park. Chester ist die einzige Station des gesamten U-Bahn-Netzes von Toronto, die keinen Anschluss an Bus- oder Straßenbahnlinien besitzt, was mit ein Grund für die geringe Frequentierung ist.
Die Eröffnung der Station erfolgte am 26. Februar 1966, zusammen mit dem Abschnitt Keele – Woodbine. Chester war die letzte Station im östlichen Teil der Bloor-Danforth-Linie, die einen zweiten Ausgang erhielt. Der Bau zweier Aufzüge und des zweiten Ausgangs begann 2018. Die Aufzüge gingen im September 2020 in Betrieb, der neue Ausgang wurde 2021 eröffnet. Ebenso schmückte die TTC die Station mit dem Kunstwerk Florae von Katherine Harvey. Es ist von einheimischen Pflanzen und Blumen inspiriert und besteht aus einer Reihe von Wandmosaiken und Elementen aus Kunstglas.